# ایروینگ راینر
ایروینگ راینر (به انگلیسی: Irving Reiner) (زاده ۸ فوریه ۱۹۲۴ در بروکلین – درگذشته ۲۸ اکتبر ۱۹۸۶ در نیویورک) ریاضیدان اهل آمریکا بود. راینر بیشتر به دلیل کارهایش در نظریه گروه های متناهی و نمایش گروه ها نامبردار است. او همچنین به همراه چارلز کورتیس کتاب آموزشی در نظریه نمایش نوشته است که سالها منبع مهمی در این زمینه بود. راینر نیز این مسئله مهم در نظریه گروه ها را که کدام گروه های آبلی تعداد متناهی مدول تجزیه ناپذیر دارند حل کرد.